# Viktor, a Steampunk Adventure
Viktor, Steampunk avantura je point & click pustolovna videoigra, koju je razvila zagrebačka kompanija Studio Spektar. Odlikuje je animirano steampunk okruženje smješteno u fiktivnu verziju Agrama (Austro-Ugarska), gdje su likovi zamijenjeni životinjama. Pustolovina prati Viktora, vepra razočaranog u svoju poziciju domara u društvu, koji se odvaži na misiju da postane sljedeći car Austro-Ugarske. Igra je objavljena na Steamu u ožujku 2017.

## Način igranja
Igra u suštini slijedi klasičnu point & click formulu, ali s nekolicinom inovacija. Na primjer, igra je upečatljiva zbog korištenja frfljanja u snimljenim dijalozima što je dopunjeno engleskim prijevodom. Također koristi gramofonske ploče kao predmete koji se mogu skupiti tijekom igre i iskoristiti da se promijeni glazbena pozadina. Cijela igra je prepuna mini igara, često koristeći arkadne elemente.

## Razvoj
Igra je prošla kroz neuspješnu kickstarter kampanju, ali je usprkos tome razvijena kroz ulaganja i strast razvojnog tima. Jedan od članova razvojnog tima objasnio je kako je okruženje igre odabrano na sljedeći način: "Kada smo odlučili razlomiti igru na više epizoda, bilo je logično da Viktor započne svoje putovanje u Zagrebu ili Agramu u doba Austro-Ugarske vladavine, koja je u Svenovom svijetu industrijska zona s početka 20. stoljeća samo s više robota i mobilnih uređaja umjesto žohara".

## Linkovi
1. ↑  Arhivirana kopija. Inačica izvorne stranice arhivirana 25. ožujka 2018. Pristupljeno 13. svibnja 2018.CS1 održavanje: arhivirana kopija u naslovu (link)
2. ↑  Arhivirana kopija. Inačica izvorne stranice arhivirana 25. ožujka 2018. Pristupljeno 13. svibnja 2018.CS1 održavanje: arhivirana kopija u naslovu (link)
3. ↑  http://www.droid.hr/domaca-avantura-viktor-a-steampunk-adventure-dostupna-od-danas/
4. ↑  http://adria.ign.com/viktor/14269/news/viktor-a-steampunk-adventure-stigao-na-steam
5. ↑  Arhivirana kopija. Inačica izvorne stranice arhivirana 14. siječnja 2019. Pristupljeno 13. svibnja 2018.CS1 održavanje: arhivirana kopija u naslovu (link)
6. ↑  Arhivirana kopija. Inačica izvorne stranice arhivirana 25. ožujka 2018. Pristupljeno 13. svibnja 2018. journal zahtijeva |journal= (pomoć)CS1 održavanje: arhivirana kopija u naslovu (link)

## Vanjske poveznice
- Službene stranice